# Тереблече
Теребле́че  — село в Україні, в Чернівецькому районі Чернівецької області. Центр Тереблеченської сільської громади.

## Географія
Відстань до Глибокої становить близько 15 км і проходить автошляхом Т 2607. Важливість цього населеного пункту полягає в тому, що через село проходить траса міжнародного значення E85 сполученням Клайпеда—Александруполіс. На даній ділянці сполучення відбувається між Чернівцями та Серетом. Поблизу села розташований контрольно-пропускний пункт «Порубне»—Сірет на українсько-румунському кордоні.

## Назва
В радянський період село було відоме під назвою Порубне та об'єднувало два старих села — Тереблешти Румунські та Тереблешти Німецькі.

## Історія
Тереблешти Німецькі засновані в 1780-х роках за програмою Йосифинської колонізації, проживали протестанти і католики.
З 24 серпня 1991 року село входить до складу незалежної України.
4 серпня 2016 року шляхом об'єднання сільських рад, село стало адміністративним центром — Тереблеченської сільської громади.

## Населення
Більшість жителів села — румуни (згідно з переписом населення 1989 року, 2520 з 3123 жителів села вказали румунську національність), що становитть 80,7 %.
За переписом населення України 2001 року в селі мешкало 2872 особи.

### Мова
Розподіл населення за рідною мовою за даними перепису 2001 року:
| Мова       | Кількість | Відсоток |
| ---------- | --------- | -------- |
| румунська  | 2345      | 81.34%   |
| українська | 398       | 13.81%   |
| польська   | 124       | 4.30%    |
| російська  | 16        | 0.55%    |
| Усього     | 2883      | 100%     |

## Відомі люди
- Анадимб Володимир Борисович (1986—2018) — старший солдат Збройних сил України, учасник російсько-української війни.
- Іво Бобул — український співак, композитор. Народний артист України;
- Юлія Боганюк — бібліограф;
- Євген Ботезат — доктор біології та філософії, професор, член-кореспондент Румунської академії наук, член-кореспондент Паризького товариства біологів, ректор Чернівецького університету в 1922—1923 навчальному році.